# The Pusher (brano musicale)
The Pusher è una canzone scritta da Hoyt Axton, e successivamente ripresa dagli Steppenwolf; è particolarmente nota per essere presente nella colonna sonora del film Easy Rider del 1969.
Nel testo della canzone si fa la differenza tra uno spacciatore di marijuana — che "vende un sacco di dolci sogni" — e uno spacciatore di droghe pesanti come eroina — un "mostro a cui non importa se vivi o muori".

## Versione degli Steppenwolf
La canzone fu resa popolare quando la rock band Steppenwolf pubblicarono la canzone nel loro album Steppenwolf del 1968. Quando suonavano la canzone in pubblico alla fine degli anni sessanta, la frase del testo che conteneva "God Damn" (in italiano "che Dio lo maledica") è stata molto discussa, specialmente in Winston-Salem, Carolina del Nord, dove gli ufficiali provarono a costringerli a usare un eufemismo. Anche se la band promise di non cantare quella frase, il pubblico li incoraggiava urlando nei punti giusti della canzone le parole da non pronunciare.

## Altre incisioni
L'autore Hoyt Axton ha inciso la canzone successivamente nel suo album Joy to the World del 1971.
Altre versioni sono state eseguite da 
- Nina Simone
- Blind Melon
- Helix